# Pokrowka (obwód sachaliński)
Pokrowka (ros. Покровка) – wieś w Rosji, w obwodzie sachalińskim, w rejonie dolińskim. W 2021 liczyła 524 mieszkańców.